# Stachytarpheta cayennensis
Stachytarpheta cayennensis là một loài thực vật có hoa trong họ Cỏ roi ngựa. Loài này được (Rich.) Vahl miêu tả khoa học đầu tiên năm 1804.